# Xylotrechus badachschanicus
Xylotrechus badachschanicus är en skalbaggsart som beskrevs av Friedrich F. Tippmann 1957. Xylotrechus badachschanicus ingår i släktet Xylotrechus och familjen långhorningar.
Artens utbredningsområde är Afghanistan. Inga underarter finns listade i Catalogue of Life.